# Rosa Mas i Mallén
Rosa Mas i Mallén (Barcelona, 18 de novembre de 1915 - 21 de desembre del 1988) fou una violinista i compositora catalana.

## Biografia
Filla de Ramon Mas i Mercè Mallén, tingué tres germanes: Teresa, Roser i Mercè. Estudià a l'Escola Municipal de Música de Barcelona amb els mestres Frederic Alfonso (solfeig) i Francesc Costa (violí). La seva germana Roser també fou instrumentista, en aquest cas de piano. El 1929 obtingué la beca municipal que li permetia ampliar la formació a l'estranger, el 1931 guanyà el premi Parramon, instituït set anys abans pel músic i lutier Ramon Parramon, i el 1935 el concurs d'Unión Radio Madrid.
En 1930 participà en el que s'anomenà «Primer concert de música femenina», patrocinat pel Comitè de Dones organitzadores de l'Exposició Nacional del Treball de la Dona Espanyola. Aquest concert es dugué a terme al Palau d'Alfons XIII de Barcelona i hi participaren, a més de Rosa Mas, la pianista i compositora Margarida Orfila, la pianista Maria Cocquard i la cantant Concepció Callao.
Debutà amb èxit com a solista amb la Banda Municipal de Barcelona el 1932. La Diputació de Barcelona li concedí una beca per competir en el concurs internacional de violí Wieniawski del 1935 a Polònia, on guanyà el primer Diploma d'Honor. Després del parèntesi causat per la Guerra Civil espanyola, tornà a fer concerts per Catalunya i Espanya, que li permeteren de fer-se nom com a intèrpret de violí. En crear-se l'Orquestra Municipal de Barcelona l'any 1944, hi oposità i guanyà la plaça de subconcertino. Després d'una gira per Llevant, Andalusia i el Marroc, el 1947 marxà a l'Argentina on va oferir el seu primer concert a Buenos Aires, al Teatro Polilteama, i hi encetà una gira per tot l'Amèrica Llatina, amb tant d'èxit que la Direcció General de Cultura del Ministeri d'Educació de l'Argentina li oferí de crear i dirigir una «Alta Escola de Violí», oferiment que rebutjà per no voler nacionalitzar-se argentina. Quan, el 1961, era a punt per traslladar-se als Estats Units des de l'Argentina, la mort el dia 14 de setembre de la seva germana Mercè la feu tornar a Barcelona, i després abandonà la seva brillant carrera com a intèrpret.

Morí a Barcelona amb més de setanta anys. En ocasió d'un concert al Palau de la Música de Barcelona, el 1941, el prestigiós músic i pedagog Frank Marshall la definí així:
| «                       | Artista de gran temperamento, Rosa Mas hace vivir las obras que interpreta en el ideal del autor | » |
| — Frank Marshall (1941) |                                                                                                  |   |

## Obres
- Avui és Nadal, (1972). Nadala per a cor a 4 veus, amb lletra de Rosa Mas en català, anglès, alemany, francès, italià i castellà[n 3]
- Cançó de Barcelona, (1971). Nadala per a 4 veus i piano[n 3]
- Cançó de bressol, per a veu i piano, (1972).
- Esquinita de mi barrio, (1983). Tango amb lletra de Dora del Pino
- Mi dulce Galicia, (1975). Lletra de Mercedes Novo Díaz